# 真宗大谷派岐阜別院
真宗大谷派岐阜別院（しんしゅうおおたにはぎふべついん）は、岐阜県岐阜市にある真宗大谷派の寺院（別院）である。
別名に、「真宗大谷派東別院」・「東別院」・「小熊御坊」・「東御坊」などがある。
岐阜市には、東西両別院がある。浄土真宗本願寺派（西本願寺）の別院は、本願寺岐阜別院。
境内には、社会福祉法人「大谷聖徳会」の運営する、聖徳保育園がある。

## 沿革
ある説によれば、1570年～1590年頃、本願寺11代顕如上人が美濃国に巡教の折に、美濃国厚見郡西野（現岐阜市西野町）の土豪、一柳直高（一柳直末、一柳直盛の父）が信徒となって帰依する。一柳直高が没後、その墳墓のそばに一寺が建立されたことが始まりと伝えられている。
1602年（慶長7年）、本願寺は准如の本願寺（西本願寺）と教如の東本願寺とに分裂する。前述の寺は一柳直盛の申し出で西本願寺の寺院となる。その影響もあり荒廃したという。
1624年（寛永元年）、美濃国厚見郡小熊村（現岐阜市小熊町）の門徒が本山に申し出て、現在地へ移転する。
1891年（明治24年）の濃尾地震で全ての建物が倒壊する。直ちに仮本堂が建立されたが、1912年（大正元年）9月の暴風雨で倒壊する。現在の建物は1916年（大正5年）の再建である。

## 交通アクセス
- 岐阜バス「市役所・鶯谷高校口」バス停下車、徒歩10分。
  - JR岐阜駅バスターミナル11、12番のりば、名鉄岐阜のりば4番のりばなどより「高富」「おぶさ」「岐阜大学病院」行きといった、長良橋方面の路線を利用する。